# Cyclochlamys hexagonalis
Cyclochlamys hexagonalis is een tweekleppigensoort uit de familie van de Cyclochlamydidae. De wetenschappelijke naam van de soort is voor het eerst geldig gepubliceerd in 1958 door Powell.